# 馬丁·庫珀
馬丁·庫珀（1928年12月26日—）是一名美國工程師。他是無線通訊行業的先驅，特別是在無線電頻譜管理方面，在該領域擁有11項專利。
1973年4月3日，他在摩托羅拉公司用手持便攜式手機打出了第一通公開電話。庫珀在1973年重新發明了第一部手持式移動電話（有別於車載電話），並領導團隊重新開發，在1983年將其推向市場。他被認為是「（手持）手機之父」，也被認為是歷史上第一個在公共場合撥打手持移動電話的人。
庫珀與他的妻子及商業夥伴阿琳·哈里斯是許多通訊公司的聯合創始人。他是位於加利福尼亞州德爾馬的Dyna LLC公司的聯合創始人和現任主席。庫珀還在支持美國聯邦通訊委員會和美國商務部的委員會任職。
2010年，庫珀因在創建和部署手持電話方面的領導作用而被選為美國國家工程院院士。